# Хомутовский район
Хомуто́вский район — административно-территориальная единица (район) и муниципальное образование (муниципальный район) на западе Курской области России.
Административный центр — рабочий посёлок Хомутовка.

## География
Площадь территории района — 1195 км².
Район граничит с Рыльским, Льговским, Конышевским, Дмитриевским районами Курской области, а также с Брянской областью и Сумской областью Украины.
Основные реки (относятся бассейну Днепра) — Свапа (протяженность на территории района 44 км), Сухая Амонька (24 км), Амонька (15 км), Сев (24 км), Киселевка (22 км), Немеда (22 км), Клевень (9 км).

## История
Район образован 30 июля 1928 года в составе Льговского округа Центрально-Чернозёмной области. После упразднения округов в 1930 году перешёл в непосредственное подчинение областному центру Центрально-Чернозёмной области (Воронеж). В 1934 году вошёл в состав новообразованой Курской области.
1 февраля 1963 года, в результате административной реформы по укрупнению, Хомутовский район был упразднен. Восстановлен 30 декабря 1966 года.

## Население
| 1939    | 1959    | 1970    | 1979    | 1989    | 2002    | 2004    | 2007    | 2009    |
| ------- | ------- | ------- | ------- | ------- | ------- | ------- | ------- | ------- |
| 58 654  | ↘45 140 | ↘37 679 | ↘28 195 | ↘21 110 | ↘16 432 | ↘15 900 | ↘13 974 | ↘13 590 |
| 2010    | 2011    | 2012    | 2013    | 2014    | 2015    | 2016    | 2017    | 2018    |
| ↘11 429 | ↘11 314 | ↘10 910 | ↘10 508 | ↘10 077 | ↘9632   | ↘9353   | ↘9117   | ↘8914   |
| 2019    | 2020    | 2021    |         |         |         |         |         |         |
| ↘8705   | ↘8522   | ↗8539   |         |         |         |         |         |         |

### Урбанизация
Городское население (рабочий посёлок Хомутовка) составляет 43,92 % от всего населения района.

### Национальный состав
По итогам переписи населения 2020 года проживали следующие национальности (национальности менее 0,1 % и другое, см. в сноске к строке «Другие»):
| Национальность | Численность, чел. | Доля     |
| -------------- | ----------------- | -------- |
| Русские        | 8256              | 96,69 %  |
| Украинцы       | 70                | 0,82 %   |
| Армяне         | 30                | 0,35 %   |
| Узбеки         | 18                | 0,21 %   |
| Молдаване      | 9                 | 0,11 %   |
| Другие         | 156               | 1,82 %   |
| Итого          | 8539              | 100,00 % |

## Административное деление
Хомутовский район как административно-территориальная единица включает 21 сельсовет и один рабочий посёлок.
В рамках организации местного самоуправления в муниципальный район входят  9 муниципальных образований, в том числе 1 городское и 8 сельских поселений:
| №        | Муниципальное образование | Административный центр    | Количество населённых пунктов | Население (чел.) | Площадь (км²) |
| -------- | ------------------------- | ------------------------- | ----------------------------- | ---------------- | ------------- |
| 1e-06    | Городские поселения:      |                           |                               |                  |               |
| 1        | посёлок Хомутовка         | рабочий посёлок Хомутовка | 2                             | ↗3754            | 9,92          |
| 1.000002 | Сельские поселения:       |                           |                               |                  |               |
| 2        | Гламаздинский сельсовет   | село Гламаздино           | 18                            | ↘491             | 151,46        |
| 3        | Дубовицкий сельсовет      | село Дубовица             | 6                             | ↗307             | 46,87         |
| 4        | Калиновский сельсовет     | село Калиновка            | 18                            | ↘1417            | 239,75        |
| 5        | Ольховский сельсовет      | село Ольховка             | 25                            | ↘664             | 183,13        |
| 6        | Петровский сельсовет      | село Поды                 | 16                            | ↘432             | 192,67        |
| 7        | Романовский сельсовет     | село Романово             | 18                            | →442             | 131,92        |
| 8        | Сальновский сельсовет     | село Сальное              | 14                            | ↗717             | 85,28         |
| 9        | Сковородневский сельсовет | село Сковороднево         | 22                            | ↗315             | 153,91        |

В ходе муниципальной реформы 2006 года в составе новообразованного муниципального района законом Курской области от 21 октября 2004 года было создано  21 муниципальное образование, в том числе одно городское поселение (в рамках рабочего посёлка) и 20 сельских поселений в границах сельсоветов:
1. Амонский сельсовет — с. Амонь, п. Добрый Крестьянин, с. Искра, п. Красный Пахарь, с. 1-я Турка, с. 2-я Турка;
2. Большеалешнянский сельсовет — д. Нижняя Туранка, д. Большая Алешня, д. Верхний Воронок, д. Вечерняя Заря, д. Малая Алешня, д. Нижний Воронок, х. Переезд, п. Ровное, д. Серовка, д. Верхняя Туранка;
3. Гламаздинский сельсовет — с. Гламаздино, п. Березовое, д. Ефросимово, п. 1-й Зелёный Сад, п. 2-й Зелёный Сад, п. Клюсов;
4. Дубовицкий сельсовет — с. Дубовица, п. Поляна, п. Сетки, д. Хатуша, с. Шагарово, с. Ясная Поляна;
5. Калиновский сельсовет — с. Калиновка, п. Георгиевский, с. Жеденовка, п. Жеденовский, п. Культпросвет, д. Михалевка, п. Успенский;
6. Клевенский сельсовет — с. Клевень, д. Богословка, п. Красная Стрелица, п. им. Крупской, д. Приходьково;
7. Луговской сельсовет — с. Луговое, с. Бупел, с. Мухино;
8. Малеевский сельсовет — д. Малеевка, д. Арсеньевка, д. Борисовка, с. Злобино, п. Красная Полоса, п. Плоский, д. Подровное, д. Тепловка;
9. Меньшиковский сельсовет — д. Меньшиково, п. Весёлый, с. Звенячка, с. Кирилловка, п. Красный Курган, д. Лёкта, п. Пчёлка, п. Ровцы, п. Свобода, д. Чубаровка, п. Ширков;
10. Надейский сельсовет — с. Надейка, д. Борщевка, х. Цуканов;
11. Нижнечупахинский сельсовет — с. Нижнее Чупахино, х. Алтуховка, д. Верхняя Чупахина, д. Волокитино, д. Ладыгина, д. Манино;
12. Ольховский сельсовет — с. Ольховка, д. Вяженка, д. Красная Поляна, д. Родионовка, д. Ульяновка, д. Чубаровка;
13. Петровский сельсовет — с. Петровское, д. Бобылевка, д. Журавлевка, с. Капустино, д. Медвежье, д. Переступлено, п. Правая Липа, д. Сафроновка;
14. Подовский сельсовет — с. Поды, д. Брысина, д. Кожановка, д. Куренка, д. Мокроусово;
15. Прилеповский сельсовет — с. Прилепы, д. Лобки, д. Обжи, д. Холзовка, д. Ярославка;
16. Романовский сельсовет — с. Романово, п. Бибиков, с. Веть, х. Жуков, п. Заречье, п. Подлесная Поляна, п. Плетнев, п. Редкие Дубки, п. Шевченко;
17. Сальновский сельсовет — с. Сальное, п. Березняк, п. Дегтярка, п. Доброе Поле, п. Колячек, п. Красный Пахарь, п. Пасек, х. Посадка, х. Таборище;
18. Сковородневский сельсовет — с. Сковороднево, х. Богомолов, д. Викторовка, д. Голубовка, д. Жиховка, п. Залесье, п. Малиновский, п. Печище, с. Сныткино, п. Черемошки, д. Шатуновка;
19. Старшенский сельсовет — с. Старшее, д. Алексина, с. Деменино, с. Клинцы, д. Мельничище, д. Самохваловка, д. Святозерка, п. 2-й Старшенский, п. 3-й Старшенский;
20. Стрекаловский сельсовет — д. Стрекалово, п. Залозье, п. Смородино, д. Юдовка.

Законом Курской области от 26 апреля 2010 года был упразднён ряд сельских поселений:
- Клевенский сельсовет и Амонский сельсовет — включены в Калиновский сельсовет;
- Надейский сельсовет, Большеалешнянский сельсовет и Нижнечупахинский сельсовет — включены в Ольховский сельсовет;
- Стрекаловский сельсовет и Малеевский сельсовет — включены в Гламаздинский сельсовет;
- Старшенский сельсовет — включён в Романовский сельсовет;
- Меньшиковский сельсовет — включены в Сковородневский сельсовет;
- Подовский сельсовет и Луговской сельсовет — включены в Петровский сельсовет;
- Прилеповский сельсовет — включён в Сальновский сельсовет.

Соответствующие сельсоветы как административно-территориальные единицы упразднены не были.

## Населённые пункты
В Хомутовском районе 139 населённых пунктов, в том числе один городской (рабочий посёлок) и 138 сельских населённых пунктов.
| №   | Населённый пункт  | Тип             | Население | Муниципальное образование |
| --- | ----------------- | --------------- | --------- | ------------------------- |
| 1   | Алексина          | деревня         | ↗7        | Романовский сельсовет     |
| 2   | Алтуховка         | хутор           | ↘0        | Ольховский сельсовет      |
| 3   | Амонь             | село            | ↘179      | Калиновский сельсовет     |
| 4   | Арсеньевка        | деревня         | →0        | Гламаздинский сельсовет   |
| 5   | Березняк          | посёлок         | ↘16       | Сальновский сельсовет     |
| 6   | Берёзовое         | посёлок         | ↘6        | Гламаздинский сельсовет   |
| 7   | Бибиков           | посёлок         | ↘2        | Романовский сельсовет     |
| 8   | Бобылевка         | деревня         | ↘56       | Петровский сельсовет      |
| 9   | Богомолов         | хутор           | ↘14       | Сковородневский сельсовет |
| 10  | Богословка        | деревня         | ↘25       | Калиновский сельсовет     |
| 11  | Большая Алешня    | деревня         | ↘83       | Ольховский сельсовет      |
| 12  | Борисовка         | деревня         | ↘0        | Гламаздинский сельсовет   |
| 13  | Борщевка          | деревня         | ↘3        | Ольховский сельсовет      |
| 14  | Брысина           | деревня         | ↘35       | Петровский сельсовет      |
| 15  | Бупел             | село            | ↘20       | Петровский сельсовет      |
| 16  | Верхний Воронок   | деревня         | ↘14       | Ольховский сельсовет      |
| 17  | Верхняя Туранка   | деревня         | ↘22       | Ольховский сельсовет      |
| 18  | Верхняя Чупахина  | деревня         | ↘5        | Ольховский сельсовет      |
| 19  | Весёлый           | посёлок         | ↘17       | Сковородневский сельсовет |
| 20  | Веть              | село            | ↘110      | Романовский сельсовет     |
| 21  | Вечерняя Заря     | деревня         | ↘0        | Ольховский сельсовет      |
| 22  | Викторовка        | деревня         | ↗26       | Сковородневский сельсовет |
| 23  | Волокитино        | деревня         | ↘17       | Ольховский сельсовет      |
| 24  | Вяженка           | деревня         | ↘6        | Ольховский сельсовет      |
| 25  | Георгиевский      | посёлок         | ↘35       | Калиновский сельсовет     |
| 26  | Гламаздино        | село            | ↘241      | Гламаздинский сельсовет   |
| 27  | Голубовка         | деревня         | ↘11       | Сковородневский сельсовет |
| 28  | Дегтярка          | посёлок         | ↘4        | Сальновский сельсовет     |
| 29  | Деменино          | село            | ↘110      | Романовский сельсовет     |
| 30  | Доброе Поле       | посёлок         | ↘29       | Сальновский сельсовет     |
| 31  | Добрый Крестьянин | посёлок         | ↘2        | Калиновский сельсовет     |
| 32  | Дубовица          | село            | ↘355      | Дубовицкий сельсовет      |
| 33  | Елизаветинский    | хутор           | ↘4        | посёлок Хомутовка         |
| 34  | Ефросимово        | деревня         | ↘20       | Гламаздинский сельсовет   |
| 35  | Жеденовка         | село            | ↘216      | Калиновский сельсовет     |
| 36  | Жеденовский       | посёлок         | ↘31       | Калиновский сельсовет     |
| 37  | Жиховка           | деревня         | ↘24       | Сковородневский сельсовет |
| 38  | Жуков             | хутор           | ↘13       | Романовский сельсовет     |
| 39  | Журавлёвка        | деревня         | ↘0        | Петровский сельсовет      |
| 40  | Залесье           | посёлок         | →6        | Сковородневский сельсовет |
| 41  | Залозье           | посёлок         | ↘1        | Гламаздинский сельсовет   |
| 42  | Заречье           | посёлок         | ↘11       | Романовский сельсовет     |
| 43  | Звенячка          | село            | ↘79       | Сковородневский сельсовет |
| 44  | Злобино           | село            | ↘21       | Гламаздинский сельсовет   |
| 45  | имени Крупской    | посёлок         | ↘0        | Калиновский сельсовет     |
| 46  | Искра             | село            | ↘63       | Калиновский сельсовет     |
| 47  | Калиновка         | село            | ↘1262     | Калиновский сельсовет     |
| 48  | Капустино         | село            | ↘5        | Петровский сельсовет      |
| 49  | Кирилловка        | село            | ↘5        | Сковородневский сельсовет |
| 50  | Клевень           | село            | ↘94       | Калиновский сельсовет     |
| 51  | Клинцы            | село            | ↘18       | Романовский сельсовет     |
| 52  | Клюсов            | посёлок         | →0        | Гламаздинский сельсовет   |
| 53  | Кожановка         | деревня         | ↘3        | Петровский сельсовет      |
| 54  | Колячек           | посёлок         | ↘130      | Сальновский сельсовет     |
| 55  | Красная Полоса    | посёлок         | ↘0        | Гламаздинский сельсовет   |
| 56  | Красная Поляна    | деревня         | ↘99       | Ольховский сельсовет      |
| 57  | Красная Стрелица  | посёлок         | ↘1        | Калиновский сельсовет     |
| 58  | Красный Курган    | посёлок         | →0        | Сковородневский сельсовет |
| 59  | Красный Пахарь    | посёлок         | ↘0        | Калиновский сельсовет     |
| 60  | Красный Пахарь    | посёлок         | ↘4        | Сальновский сельсовет     |
| 61  | Культпросвет      | посёлок         | ↘29       | Калиновский сельсовет     |
| 62  | Куренка           | деревня         | ↘10       | Петровский сельсовет      |
| 63  | Ладыгина          | деревня         | ↘1        | Ольховский сельсовет      |
| 64  | Лекта             | деревня         | →15       | Сковородневский сельсовет |
| 65  | Лобки             | деревня         | ↘11       | Сальновский сельсовет     |
| 66  | Луговое           | село            | ↘176      | Петровский сельсовет      |
| 67  | Малая Алешня      | деревня         | →7        | Ольховский сельсовет      |
| 68  | Малеевка          | деревня         | ↘148      | Гламаздинский сельсовет   |
| 69  | Малиновский       | посёлок         | →0        | Сковородневский сельсовет |
| 70  | Манино            | деревня         | ↘0        | Ольховский сельсовет      |
| 71  | Медвежье          | деревня         | ↘1        | Петровский сельсовет      |
| 72  | Мельничище        | деревня         | ↘10       | Романовский сельсовет     |
| 73  | Меньшиково        | деревня         | ↗90       | Сковородневский сельсовет |
| 74  | Михалевка         | деревня         | ↘32       | Калиновский сельсовет     |
| 75  | Мокроусово        | деревня         | ↘11       | Петровский сельсовет      |
| 76  | Мухино            | село            | ↘30       | Петровский сельсовет      |
| 77  | Надейка           | село            | ↘180      | Ольховский сельсовет      |
| 78  | Нижнее Чупахино   | село            | ↘67       | Ольховский сельсовет      |
| 79  | Нижний Воронок    | деревня         | ↘6        | Ольховский сельсовет      |
| 80  | Нижняя Туранка    | деревня         | ↘40       | Ольховский сельсовет      |
| 81  | Обжи              | деревня         | ↘27       | Сальновский сельсовет     |
| 82  | Ольховка          | село            | ↘423      | Ольховский сельсовет      |
| 83  | Пасек             | посёлок         | ↘12       | Сальновский сельсовет     |
| 84  | Переезд           | хутор           | ↘0        | Ольховский сельсовет      |
| 85  | Переступлено      | деревня         | ↘81       | Петровский сельсовет      |
| 86  | Петровское        | село            | ↘103      | Петровский сельсовет      |
| 87  | Печище            | посёлок         | →0        | Сковородневский сельсовет |
| 88  | Плетнев           | посёлок         | ↘3        | Романовский сельсовет     |
| 89  | Плоский           | посёлок         | ↘10       | Гламаздинский сельсовет   |
| 90  | Подлесная Поляна  | посёлок         | ↘23       | Романовский сельсовет     |
| 91  | Подровное         | деревня         | ↘0        | Гламаздинский сельсовет   |
| 92  | Поды              | село            | ↘136      | Петровский сельсовет      |
| 93  | Поляна            | посёлок         | ↘6        | Дубовицкий сельсовет      |
| 94  | Посадка           | хутор           | ↘17       | Сальновский сельсовет     |
| 95  | Правая Липа       | посёлок         | ↘28       | Петровский сельсовет      |
| 96  | Прилепы           | село            | ↘210      | Сальновский сельсовет     |
| 97  | Приходьково       | деревня         | ↘127      | Калиновский сельсовет     |
| 98  | Пчелка            | посёлок         | ↘0        | Сковородневский сельсовет |
| 99  | Редкие Дубки      | посёлок         | ↘10       | Романовский сельсовет     |
| 100 | Ровное            | посёлок         | ↘5        | Ольховский сельсовет      |
| 101 | Ровцы             | посёлок         | →5        | Сковородневский сельсовет |
| 102 | Родионовка        | деревня         | ↘5        | Ольховский сельсовет      |
| 103 | Романово          | село            | ↘129      | Романовский сельсовет     |
| 104 | Сальное           | село            | ↘136      | Сальновский сельсовет     |
| 105 | Самохваловка      | деревня         | ↘0        | Романовский сельсовет     |
| 106 | Сафроновка        | деревня         | ↘48       | Петровский сельсовет      |
| 107 | Свобода           | посёлок         | ↘16       | Сковородневский сельсовет |
| 108 | Святозерка        | деревня         | ↘17       | Романовский сельсовет     |
| 109 | Серовка           | деревня         | ↘5        | Ольховский сельсовет      |
| 110 | Сетки             | посёлок         | ↘17       | Дубовицкий сельсовет      |
| 111 | Сковороднево      | село            | ↘130      | Сковородневский сельсовет |
| 112 | Смородино         | посёлок         | ↘0        | Гламаздинский сельсовет   |
| 113 | Сныткино          | село            | ↘34       | Сковородневский сельсовет |
| 114 | Старшее           | село            | ↘147      | Романовский сельсовет     |
| 115 | Стрекалово        | деревня         | ↘275      | Гламаздинский сельсовет   |
| 116 | Таборище          | хутор           | ↘57       | Сальновский сельсовет     |
| 117 | Тепловка          | деревня         | ↘11       | Гламаздинский сельсовет   |
| 118 | Турка Вторая      | село            | ↘0        | Калиновский сельсовет     |
| 119 | Турка Первая      | село            | ↘3        | Калиновский сельсовет     |
| 120 | Ульяновка         | деревня         | ↘7        | Ольховский сельсовет      |
| 121 | Успенский         | посёлок         | ↘5        | Калиновский сельсовет     |
| 122 | Хатуша            | деревня         | ↘27       | Дубовицкий сельсовет      |
| 123 | Холзовка          | деревня         | ↘0        | Сальновский сельсовет     |
| 124 | Хомутовка         | рабочий посёлок | ↗3750     | посёлок Хомутовка         |
| 125 | Цуканов           | хутор           | ↘21       | Ольховский сельсовет      |
| 126 | Черемошки         | посёлок         | ↘0        | Сковородневский сельсовет |
| 127 | Чубаровка         | деревня         | ↗18       | Ольховский сельсовет      |
| 128 | Чубаровка         | деревня         | ↘18       | Сковородневский сельсовет |
| 129 | Шагарово          | село            | ↘1        | Дубовицкий сельсовет      |
| 130 | Шатуновка         | деревня         | ↘55       | Сковородневский сельсовет |
| 131 | Шевченко          | посёлок         | ↘39       | Романовский сельсовет     |
| 132 | Ширков            | посёлок         | →1        | Сковородневский сельсовет |
| 133 | Юдовка            | деревня         | ↘70       | Гламаздинский сельсовет   |
| 134 | Ярославка         | деревня         | ↘133      | Сальновский сельсовет     |
| 135 | Ясная Поляна      | село            | ↘14       | Дубовицкий сельсовет      |
| 136 | 1-й Зелёный Сад   | посёлок         | ↘0        | Гламаздинский сельсовет   |
| 137 | 2-й Зелёный Сад   | посёлок         | ↘3        | Гламаздинский сельсовет   |
| 138 | 2-й Старшенский   | посёлок         | →0        | Романовский сельсовет     |
| 139 | 3-й Старшенский   | посёлок         | ↗19       | Романовский сельсовет     |

## Транспорт
В пределах района пролегают автотрассы ,М3,А142.

## Культура
Район побратим Хомутовского района — Глуховский район Сумской области Украины.

## Достопримечательности
Курган железного века (по дороге между сёлами Бупел и Капыстичи). В Хомутовке есть памятник архитектуры XVIII века — усадьба Левшиных, в селе Гламаздино — памятник архитектуры XIX века — усадьба Нелидовых, в селе Сныткино — церковь иконы Казанской Божьей Матери (1806 год), в селе Меньшиково — церковь Рождества Пресвятой Богородицы (1852 год), в селе Ольховка — церковь Пророка, Предтечи и Крестителя Иоанна (1870 год), в селе Сальное — церковь великомученика Дмитрия Солунского (1880 год).